# Station Białystok Fabryczny
Station Białystok Fabryczny is een spoorwegstation in de Poolse plaats Białystok.